# Lycocerus hasegawai
Lycocerus hasegawai is een keversoort uit de familie soldaatjes (Cantharidae). De wetenschappelijke naam van de soort werd in 1992 gepubliceerd door Kinoda & Nakane in Nakane.